# Robert Paverick
Robert Paverick (Borgerhout, 1912. november 19. – 1994. május 25.) belga labdarúgó, hátvéd.

## Karrierje
Karrierje nagy részét egy csapatban, a Antwerpben töltötte. Tizenhét évig szerepelt itt, ezalatt kétszázhetvenegy bajnokin nyolc gólt szerzett. Pályafutása utolsó két évére igazolt csak máshová, 1947-től 1949-től a Beerschot AC játékosa volt.
1935-től 1946-ig a válogatottnak is tagja volt. Ezalatt a tizenegy év alatt negyvenegy találkozón kapott lehetőséget, valamint játszott az 1938-as vb-n is.